# Combat sans code d'honneur
Série
Combat sans code d'honneur 2 : Deadly Fight in Hiroshima
(1973)
Pour plus de détails, voir Fiche technique et Distribution.
Combat sans code d'honneur (仁義なき戦い, Jingi naki tatakai) est un film japonais réalisé par Kinji Fukasaku, sorti en 1973. Le film sort en salles en France sous le titre Qui sera le boss à Hiroshima ? en 1975.

## Synopsis
Durant son incarcération pour le meurtre d'un yakusa, Hirono Shozo aide Hiroshi Wakasugi, un yakuza de la famille Doi, à sortir de prison. À sa sortie, Hirono et ses amis (Sakai, Kanbara, Shinkai, Arita et Yano) forment leur propre famille sous le commandement de Yoshio Yamamori. Yamamori double Doi en truquant le résultat d'une délibération municipale.
Wakasugi quitte Doi pour rejoindre Hirono au sein du clan Yamamori pendant que Kenbara rejoint Doi. Hirono assassine Doi sur ordre de Yamamori. Trahi par les siens, Hirono retourne en prison pour éviter la mort. Wakasugi abat Kenbara et tombe sous les balles de la police durant une embuscade tendue par Yamamori.
Le trafic de drogue développé par Shinkai et Arita et soutenu par Yamamori provoque une crise interne entre ce dernier et Sakai. Yamamori élimine Ueda par le truchement d'Arita. Par représailles, Sakai tue Shinkai et Yano. Sentant son pouvoir décliner au profit de Sakai, Yamamori trompe Hirono pour qu'il assassine Sakai. Hirono refuse dans l'espoir d'empêcher la dislocation de sa famille. Yamamori parvient tout de même à faire abattre Sakai. Dégoûté, Hirono abandonne la famille Yamamori.

## Fiche technique
- Titre original : 仁義なき戦い (Jingi naki tatakai?)
- Titre français : Combat sans code d'honneur[1]
- Titre français alternatif : Qui sera le boss à Hiroshima ?[2]
- Réalisation : Kinji Fukasaku
- Scénario : Kazuo Kasahara (ja), d'après un roman autobiographique de Kōichi Iiboshi (ja)
- Photographie : Sadaji Yoshida
- Montage : Shintarō Miyamoto
- Décors : Takatoshi Suzuki (ja)
- Musique : Toshiaki Tsushima (ja)
- Société de production : Tōei
- Sociétés de distribution : Tōei - Sofradis
  - Home Vision Entertainment (2004) (DVD)
  - Dolmen Home Video (2006) (DVD)
- Pays d'origine :  Japon
- Langue originale : japonais
- Format : couleur - 2,35:1 - 35 mm - son mono
- Genre : Yakuza eiga et drame
- Durée : 99 minutes
- Dates de sortie : 
  - Japon : 13 janvier 1973[3]
  - France : 13 mars 1975

## Distribution
- Bunta Sugawara (VF : Marc de Georgi) : Shozo Hirono
- Hiroki Matsukata (VF : Jean Roche) : Tetsuya Sakai
- Tatsuo Umemiya (VF : Bernard Murat) : Hiroshi Wakasugi
- Kunie Tanaka : Makihara
- Eiko Nakamura : Suzue
- Tsunehiko Watase : Toshio Arita
- Gorō Ibuki : Ueda
- Nobuo Kaneko (VF : Georges Aminel) : Yamamori
- Toshie Kimura : Mme Yamamori
- Tamio Kawaji (VF : Daniel Gall) : Kanbara
- Mayumi Nagisa : Akiko Shinjo
- Asao Uchida : Okubo Kenichi

## Personnages principaux
- Shozo Hirono :

Yakusa basse classe du clan Yamamori. Toujours tiraillé entre le code de l'honneur des yakusas d'antan et le cynisme de l'après-guerre.
- Yoshio Yamamori :

Chef du clan éponyme. Un homme aussi pleutre et mesquin qu'avare et vénale. Manipulateur, il fait assassiner ses opposants et chouine sur sa "pauvreté" pour s'attirer la sympathie de ses hommes. Il a peur constamment de tous ceux qui lui font de l'ombre. Sa femme a plus de courage que lui.
- Masakichi Makihara :

Homme lige de Yamamori. Il est fourbe et opportuniste. Un expert de la carte dénonciatrice. Il prépare et supervise la stratégie de Yamamori.
- Tetsuya Sakai :

Membre de premier plan du clan Yamamori. Sa montée en puissance cause une sanglante guerre intestine pour le pouvoir.

## Distinctions

### Récompenses
- 1974 : prix Kinema Junpō du meilleur acteur pour Bunta Sugawara, du meilleur scénario pour Kazuo Kasahara (ja) et prix du meilleur film (choix des lecteurs)[4]